# Renault Super Galion SG4

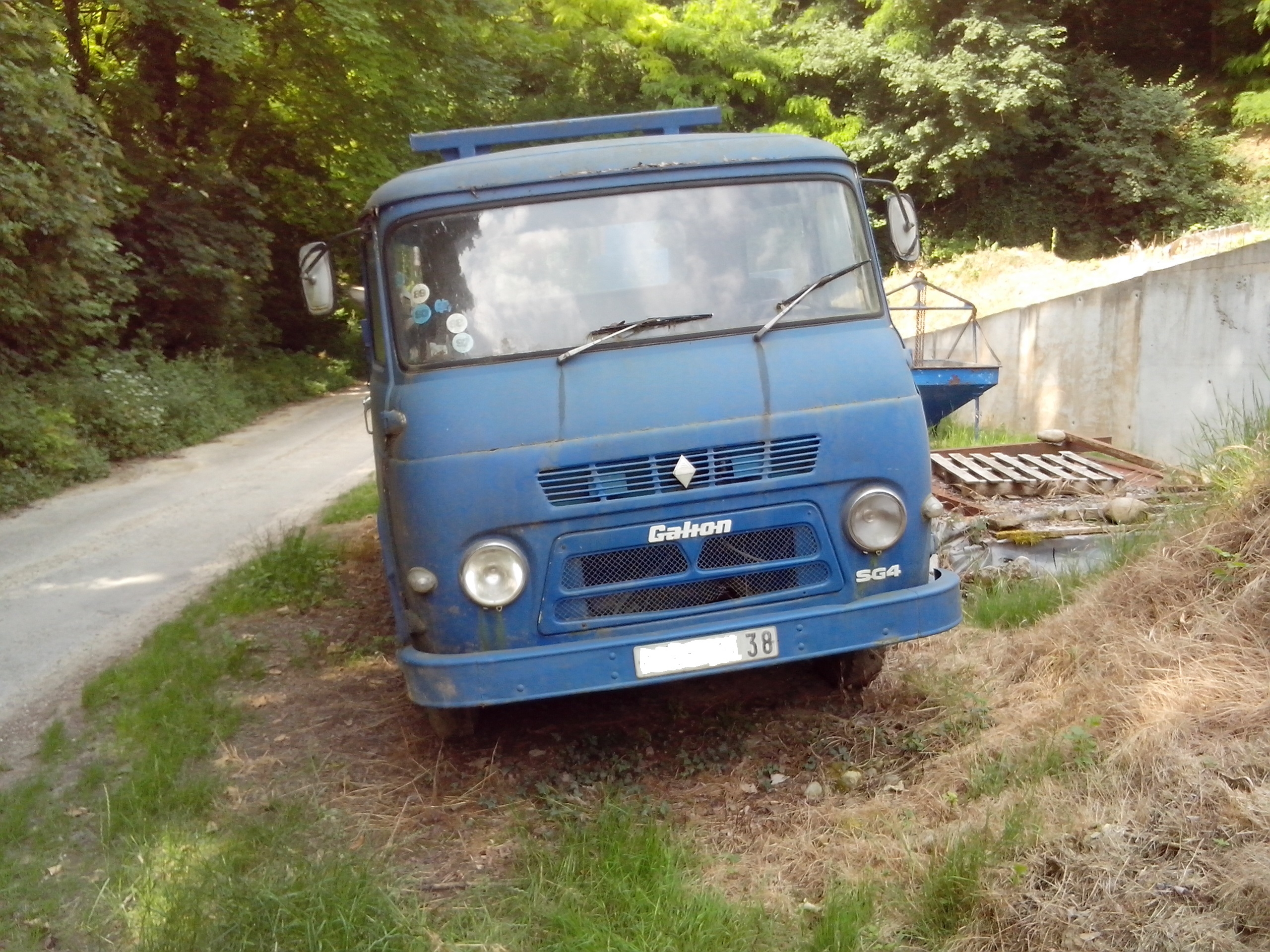
Saviem SG4 der ersten Version

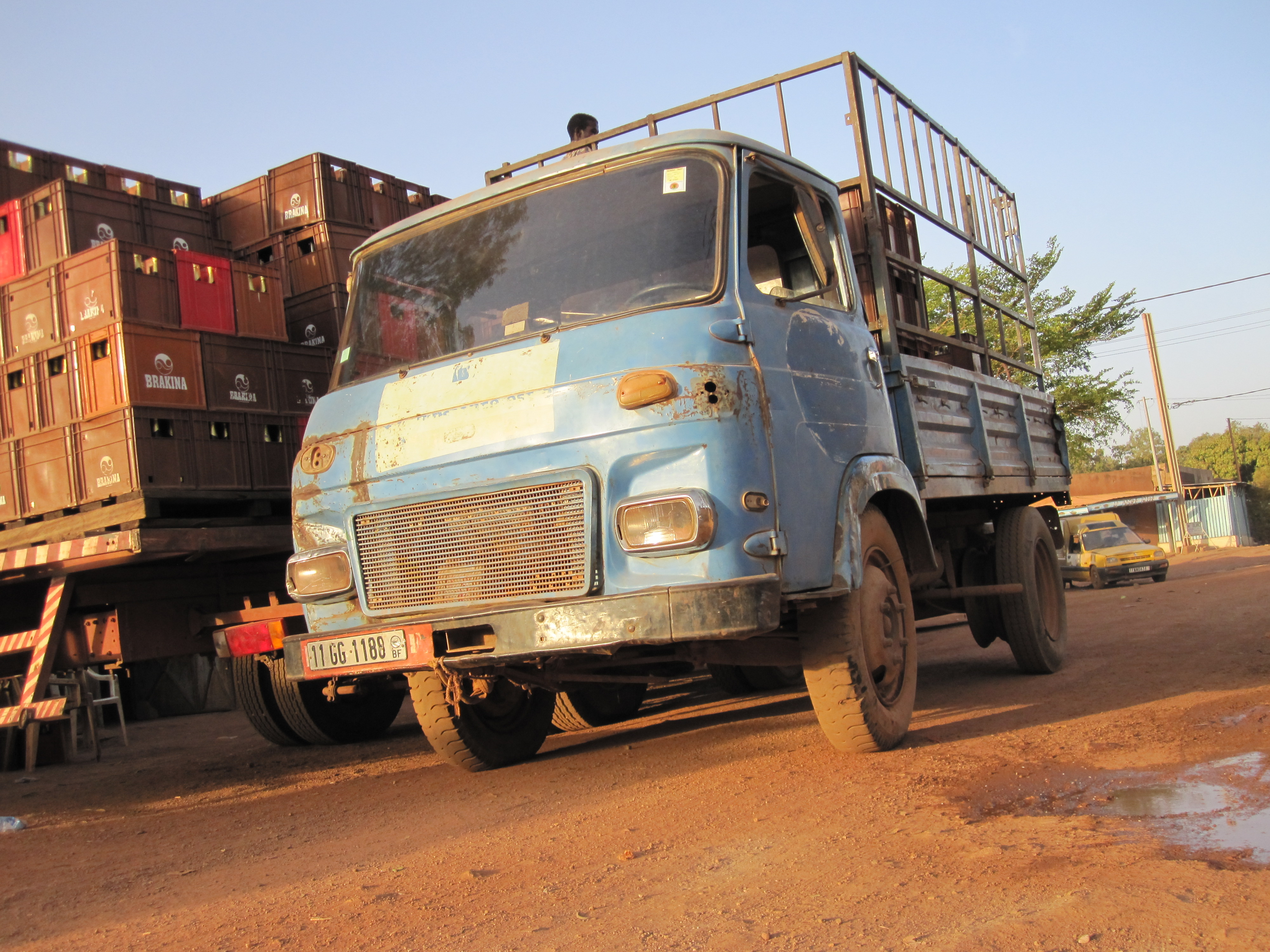
Saviem SG4

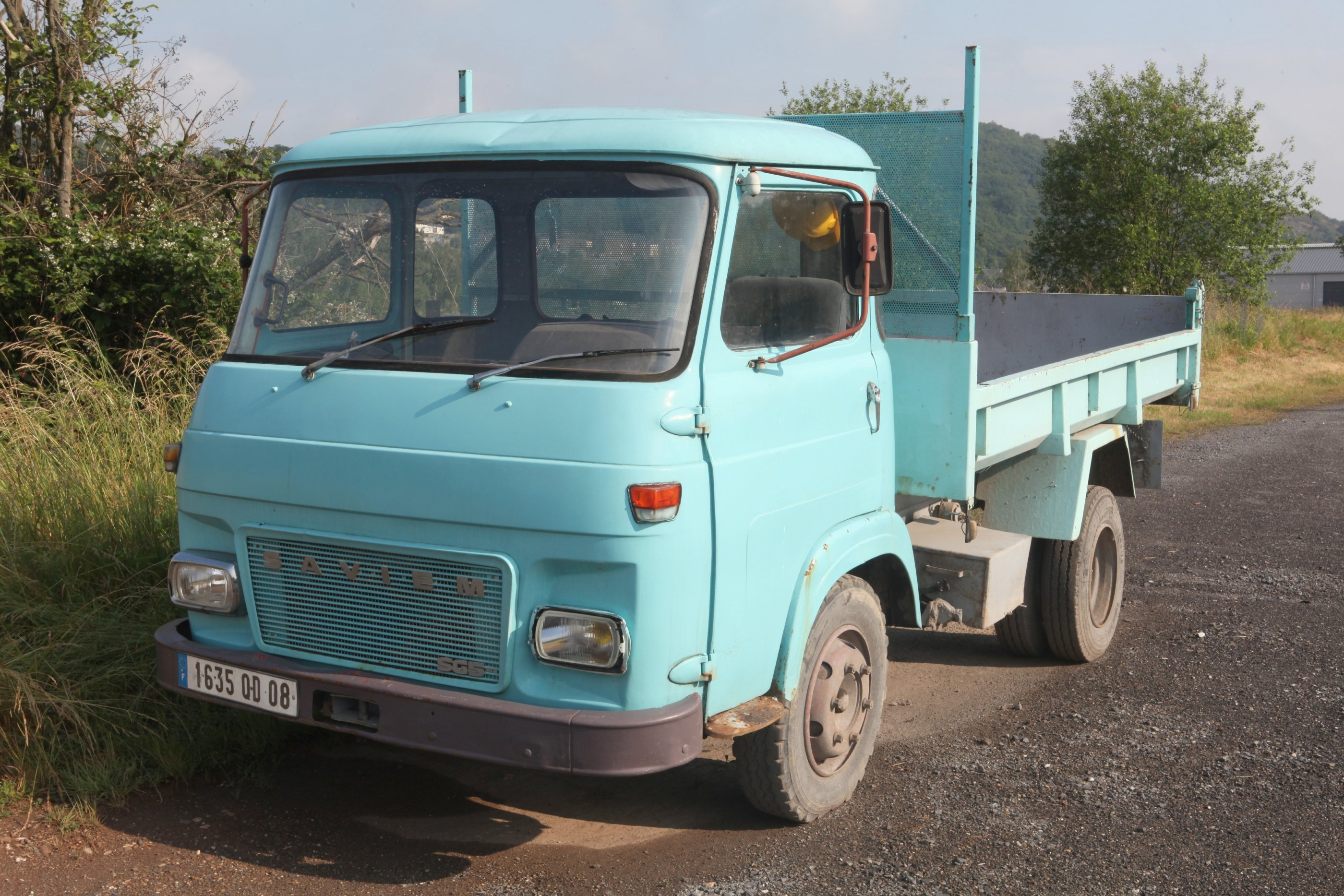
Saviem SG5

Der Renault Super Galion SG4 war ein französischer Lkw, den die Renault-Tochter Saviem in Blainville-sur-Orne (Normandie) von 1965 bis 1982 produzierte. Das Modell basierte auf dem Renault Super Goélette SG2. Der Super Galion SG4 war damals der einzige Lkw mit einem Gesamtgewicht von 6 Tonnen, der vorne Einzelradaufhängung hatte. Die angetriebene Hinterachse war als Starrachse ausgeführt.
Die Energie für den Antrieb stammte von einem 2,1-Liter-Ottomotor mit 70 PS (51 kW) (Typ 671) oder einem 3,0-Liter-Dieselmotor mit 75 PS (55 kW) (Typ 591), jeweils mit einem 4-Gang-Schaltgetriebe. Die Kabine hatte eine gewölbte Windschutzscheibe und ein Armaturenbrett aus Kunststoff. 1967 wurde die Front verändert, die Windschutzscheibe wurde nach unten hin verlängert und die Scheinwerfer waren nun rechteckig.
1969 ersetzten wahlweise ein 2,6-Liter-Ottomotor mit 78 PS (57 kW) oder ein 3,3-Liter-Dieselmotor mit Direkteinspritzung und 92 PS (68 kW) Leistung, der in Lizenz von MAN gebaut wurde, die bisherigen Motorenvarianten. Gleichzeitig wurde das Modell nun als Saviem SG4 / SG5 verkauft. In Deutschland wurde das Modell von MAN als MAN/Saviem SG5 vertrieben.
1979 wurde die Kühlergrillverkleidung breiter und bestand nun aus schwarzem Kunststoff; zudem war nun auch das Markenzeichen von Renault, der Rhombus, aufgebracht. Ab April wurde das Modell wieder als Renault SG4 / SG5 verkauft, da Saviem zusammen mit Berliet zu Renault Véhicules Industriels (RVI) verschmolzen war. Bis 1982 wurde das Modell gebaut.
Auch danach stellte Avia unter Lizenz den SG4 als eigenes Modell in der Tschechoslowakei her.